# Vlag van Lendelede
De vlag van Lendelede werd door de gemeenteraad op 24 april 1980 officieel vastgesteld als de gemeentelijke vlag van de West-Vlaamse gemeente Lendelede. Op 1 december 1980 werd hij door het koninklijk besluit bevestigd en uiteindelijk gepubliceerd op 22 januari 1981 in het officiële Belgisch Staatsblad.
Officieel wordt de vlag beschreven als:
Vier even hoge banen van blauw, van wit, van geel en van rood.
De kleuren van de vlag zijn afkomstig op het gemeentewapen.

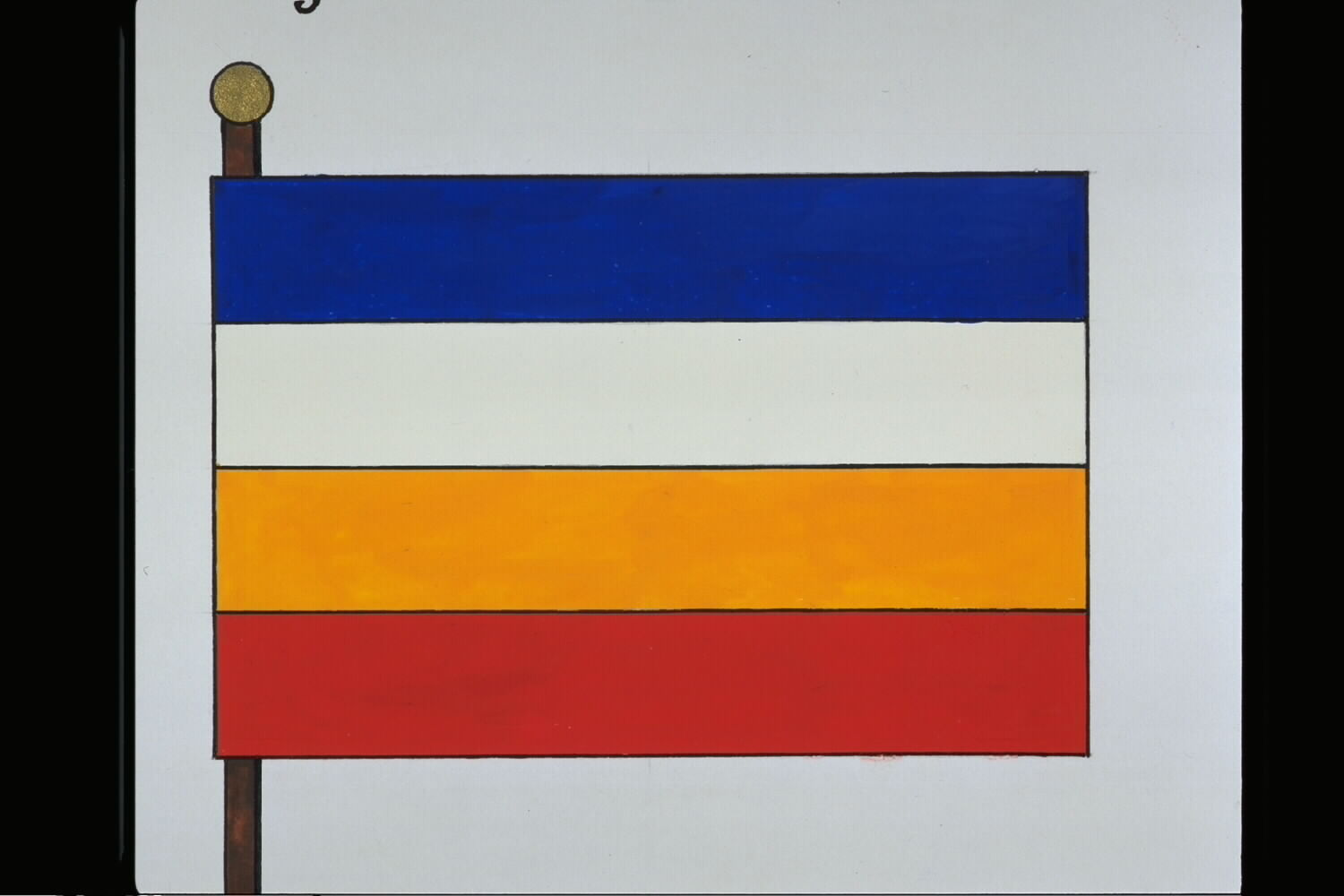
Officiële tekening van de vlag